# Labda
En la mitología griega, Labda (Griego antiguo: Λάβδα) era hija del baquíada Anfión y fue madre de Cípselo con Eetión. Su nombre proviene de que sus piernas estaban giradas hacia afuera de tal manera que formaban la letra "Lamda" (Λ), y según los relatos de los antiguos griegos se pronunciaban como "Labda". Heródoto escribe que ella era hija de Anfión de la familia de los Baquíadas en Corinto y era coja. Labda se enamoró y se casó con un ciudadano joven y no noble, Etión, y con él tuvo un hijo, Cípselo. Pero un oráculo dijo que cuando su hijo creciera, mataría a su familia, los Baquíadas , y se convertiría en gobernante de Corinto. Las Baquíadas , para evitar que el presagio del oráculo se hiciera realidad, decidieron matar a Cípselo. Labda entonces le tomó y le escondió en un baúl, logrando salvarle.